# Sigurd Holter
Sigurd Holter (Halden, Østfold, 18 de novembre de 1886 - Oslo, 1 d'agost de 1963) va ser un regatista noruec que va competir a començaments del segle xx.
El 1920 va prendre part en els Jocs Olímpics d'Anvers, on va guanyar la medalla d'or en els 10 metres (1907 rating) del programa de vela, a bord de l'Eleda.